# Recueil Crozat
Ne doit pas être confondu avec Collection Crozat.
Le recueil Crozat ou Recueil d'estampes d'après les plus beaux tableaux et d'après les plus beaux desseins qui sont en France dans le Cabinet du Roy, dans celui de Monseigneur le Dux d'Orleans, et dans d'autres Cabinets. Divisé suivant les différentes écoles ; avec un abbrégé de la Vie des peintres et une Description Historique de chaque Tableau est un catalogue d'œuvres d'art traduites sous la forme d'estampes accompagnées de notices, publié à Paris en deux parties, en 1729 et 1742, sous la direction de Pierre Crozat, Pierre-Jean Mariette et Anne Claude de Caylus.

## Histoire de l'ouvrage

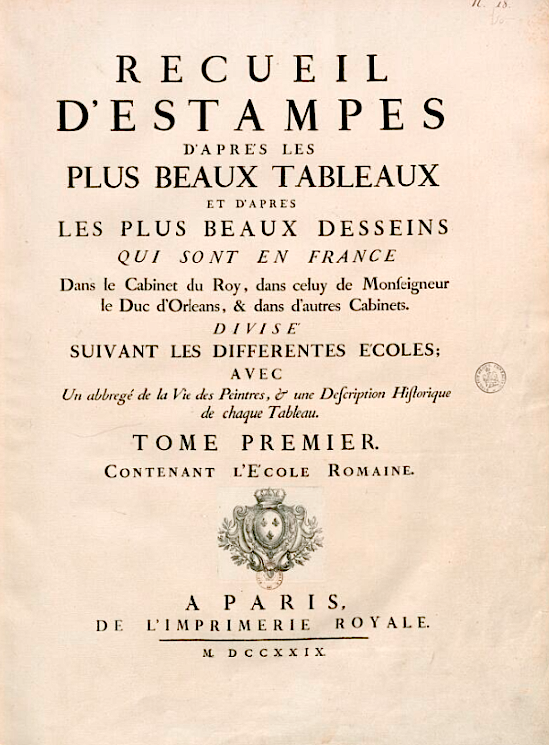
Page de titre du premier tome (1729).

L'idée d'un recueil d'estampes composé d'après les plus beaux tableaux et dessins italiens issus de collections prestigieuses françaises, en a été lancée en 1721 par le régent Philippe II d'Orléans. Elle est en grande partie financée par son ami Pierre Crozat, mécène passionné et richissime, propriétaire d'une exceptionnelle collection de peintures italiennes. Le Régent ouvrit les portes du Cabinet du roi, de même que celles de sa propre collection ; d'autres collections privées sont également représentées,.
Crozat constitua une entreprise d'édition, sans doute en son hôtel particulier de la rue de Richelieu, avec, d'une part, Anne Claude de Caylus, antiquaire, graveur et homme de lettres, qui prit en main la direction d'une quarantaine de graveurs auxquels il confia l'interprétation des tableaux, participant lui-même à l'exécution des plus beaux dessins issus de la Renaissance italienne, et d'autre part, Pierre-Jean Mariette, marchand d'estampes installé rue Saint-Jacques, qui se chargea des biographies des peintres, et des analyses stylistiques des tableaux reproduits.

Mariette rappelle dans sa préface les objectifs d'une telle entreprise : 

« [les amateurs] auront la satisfaction de pouvoir sans sortir de leurs Cabinets comparer les differentes manieres de composer & de dessiner, ils y reconnoistront les divers estats de la Peinture & les progrès que les differentes Ecoles ont faits dans chaque temps. »

Le coût peu ordinaire du premier tome qui paraît en 1729 au format grand in-folio sur les presses de l'Imprimerie royale, et couvre la première partie des peintures de l'École romaine, est une des raisons de l'échec commercial de l'entreprise. Dans un second temps, les associés parviennent à tirer 42 estampes en 1737 (au lieu des 110 initialement prévues). La mort de Crozat en 1740 semble compromettre l'opération, quand Mariette parvient à vendre les cuivres à une société de marchands d'estampes afin de rentabiliser l'affaire. Il faut attendre 1742 pour que sortent des presses de l'Imprimerie  royale, le second tome, en deux volumes, comprenant la suite de l'École romaine, ainsi que l'École vénitienne. D'autres volumes étaient prévus, qui ne virent jamais le jour : ils devaient comprendre aussi l'école bolonaise, l'école florentine, l'école lombarde, l'école génoise, l'école siennoise et l'école napolitaine.
Le premier tome contient une préface, puis un abrégé biographique des artistes illustré de vignettes et d'en-têtes gravés, suivis de 140 planches en deux volumes. Le second tome contient un abrégé biographique et 42 planches ; soit pour l'ensemble, un total 182 planches (dont 20 à double page),.
On note une réédition datant de 1763-1764, parue chez Basan, qui publie dans la foulée un Recueil d'après la gallerie du palais royal, comprenant 45 estampes tirées d'après la collection de peintures italiennes du duc d'Orléans,.
Le recueil Crozat est redécouvert au XXe siècle par des historiens de l'art aussi importants que Francis Haskell qui y voit un ouvrage d'un genre nouveau, un « musée de papier », et comme le véritable ancêtre des grands catalogues illustrés modernes.

## Techniques de reproduction et graveurs
L'eau-forte est la principale technique de gravure employée ici. En ce qui concerne les dessins, Caylus fait appel à l'aquatinte et à des blocs de bois, une technique de xylographie en clair-obscur qu'il perfectionne, permettant de rehausser l'épreuve obtenue avec des aplats de couleur bleu, bistre ou sépia, donnant l'impression du lavis et de la grisaille.
Outre Caylus, les principaux graveurs sont :
- Pierre-Alexandre Aveline[10]
- Michel Aubert[11]
- Benoît Audran le Jeune[12]
- Bernard Baron[13]
- Madeleine Françoise Basseporte[14]
- Nicolas-Dauphin de Beauvais[15]
- Nicolas Château (d)[16]
- Jacques Chéreau[17]
- Cochin[18]
- Louis Desplaces[19]
- Gaspard Duchange[20]
- Claude Duflos[21]
- Charles Dupuis[22]
- Nicolas-Gabriel Dupuis[23]
- Nicolas-Étienne Edelinck[24]
- Étienne Fessard[25]
- Jean-Charles Flipart[26]
- Jakob Frey[27]
- Giovanni Girolamo Frezza[28]
- Jean Baptiste Haussard[29]
- Frédéric Horthemels (d)[30]
- Louis Jacob (graveur) (d)[31]
- Edme Jeaurat[32]
- François Joullain[33]
- Antoinette Larcher[34]
- Nicolas IV de Larmessin[35]
- Jacques-Philippe Le Bas[36]
- François-Bernard Lépicié[37]
- Nicolas Lesueur[38]
- Jean Moyreau[39]
- Gilles Edme Petit (d)[40]
- Nicolas Pigné (d)[41]
- François II de Poilly (d)[42]
- Nicolas-Jean-Baptiste de Poilly[43]
- Jean Raymond[44]
- Simon François Ravenet[45]
- Gérard Jean-Baptiste II Scotin[46]
- P. P. A. Robert de Séry[47]
- Charles Simonneau[48]
- Philippe Simonneau[49]
- Louis Surugue[50]
- Nicolas-Henri Tardieu[51]
- Henri Simon Thomassin[52]
- Simon Vallée (d)[53]

Exemples de traduction en gravure
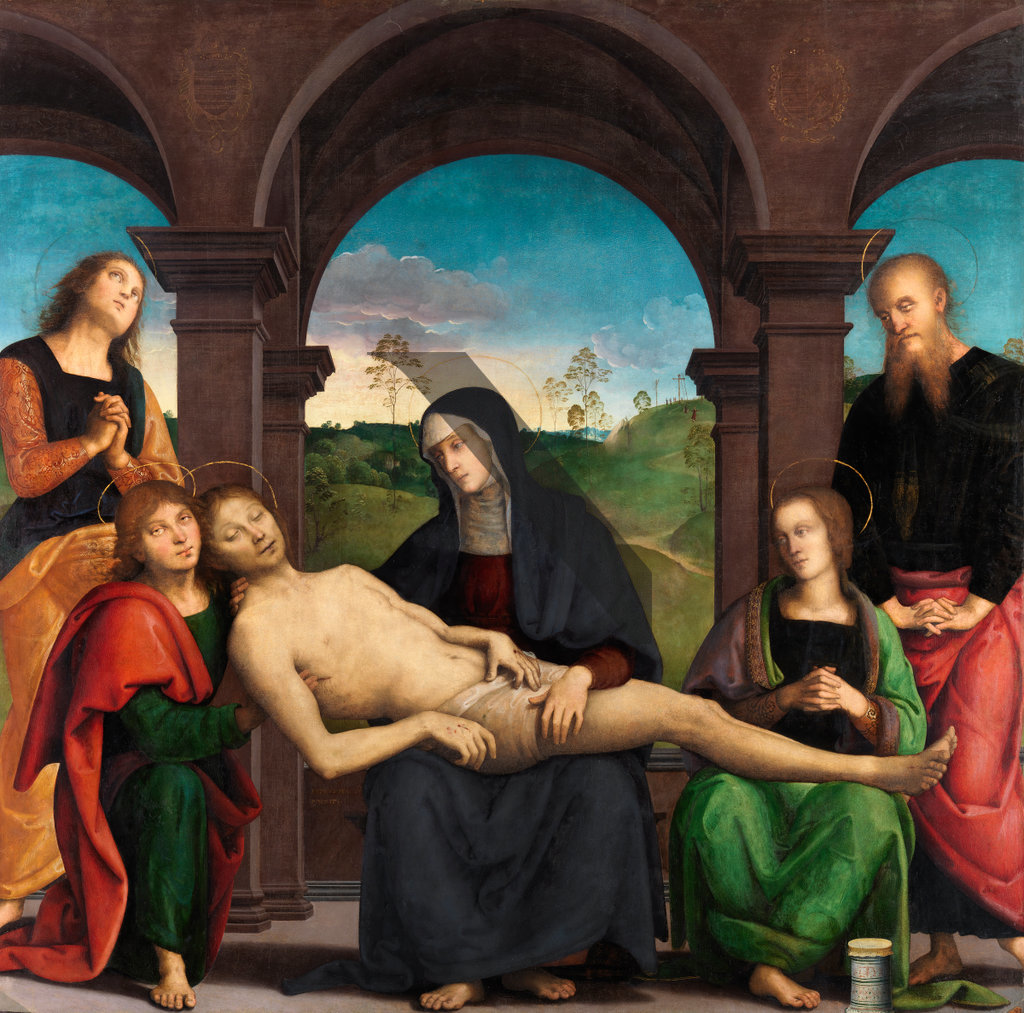
Le Pérugin : Jésus-Christ au tombeau (vers 1495), anc. collection du duc d'Orléans
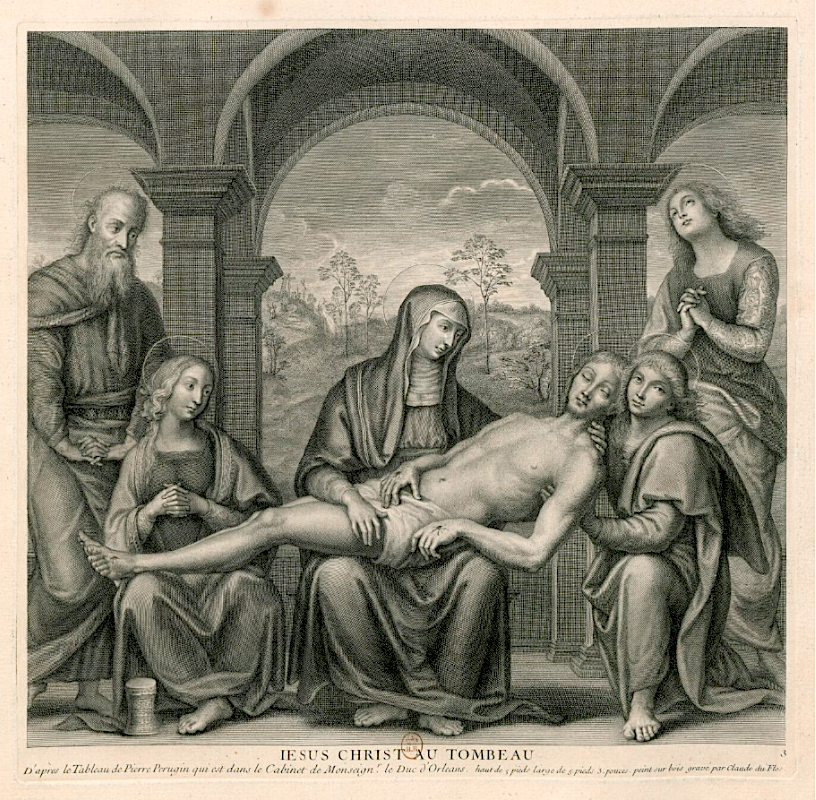
Jésus-Christ au tombeau, gravure de Claude Duflos
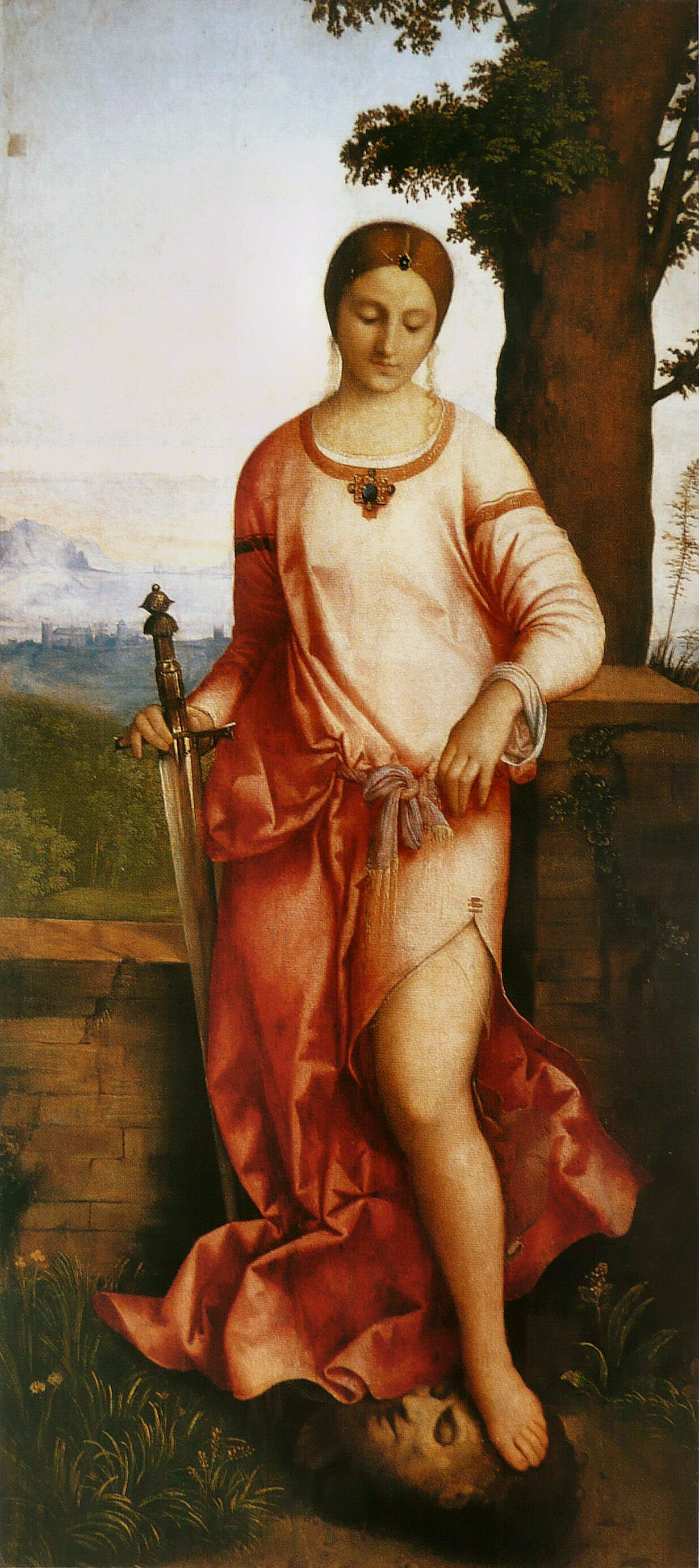
Giorgione : Judith (vers 1504), ancienne coll. Crozat
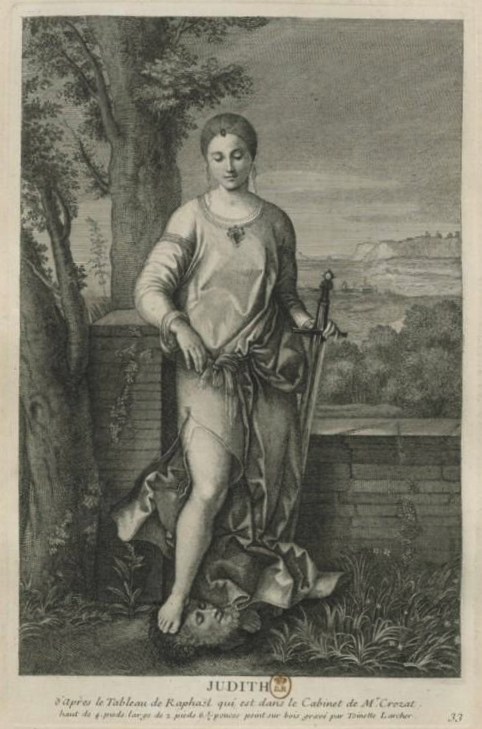
Judith (1729), gravure par Antoinette Larcher, attrib. à l'époque à Raphaël
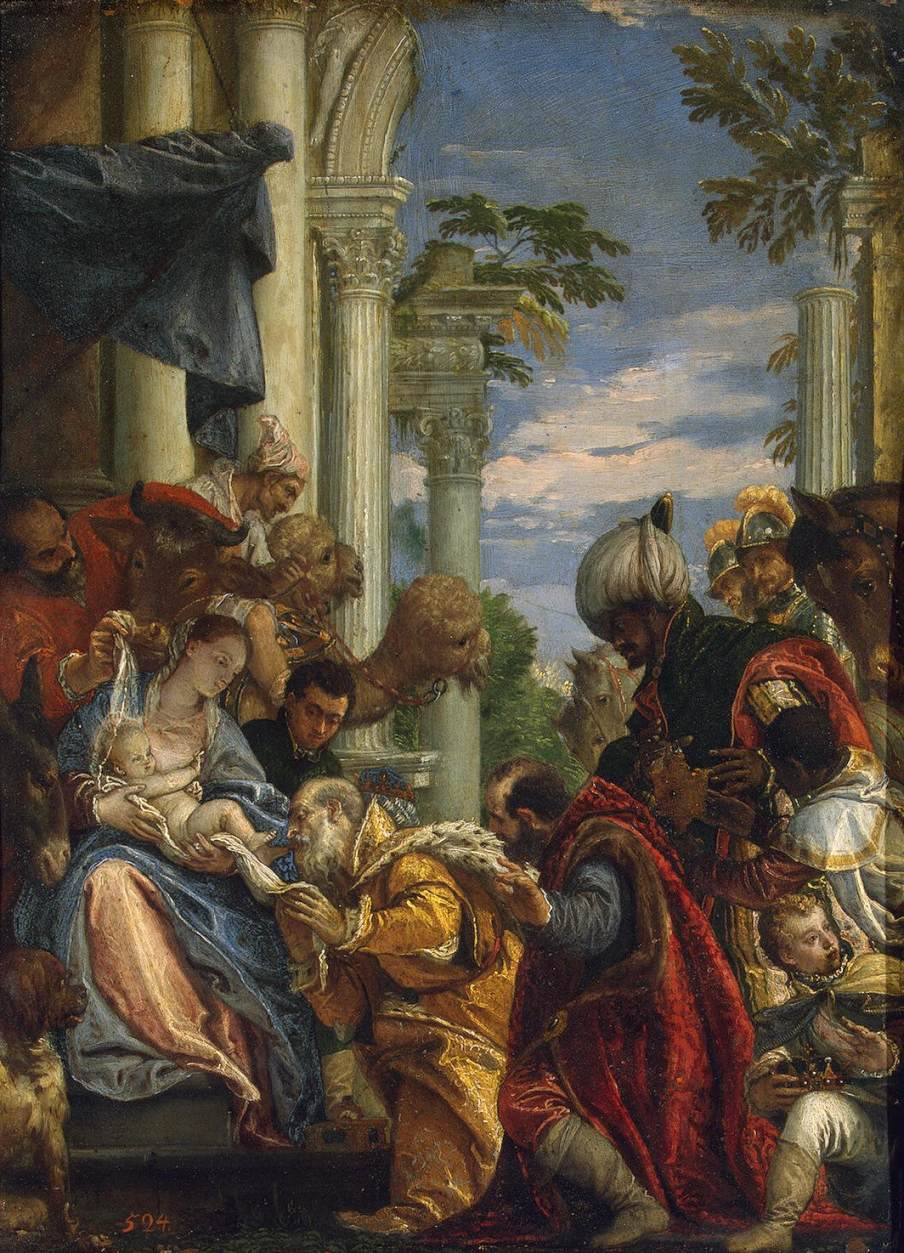
Véronèse : Adoration des rois (vers 1570), ancienne coll. Crozat
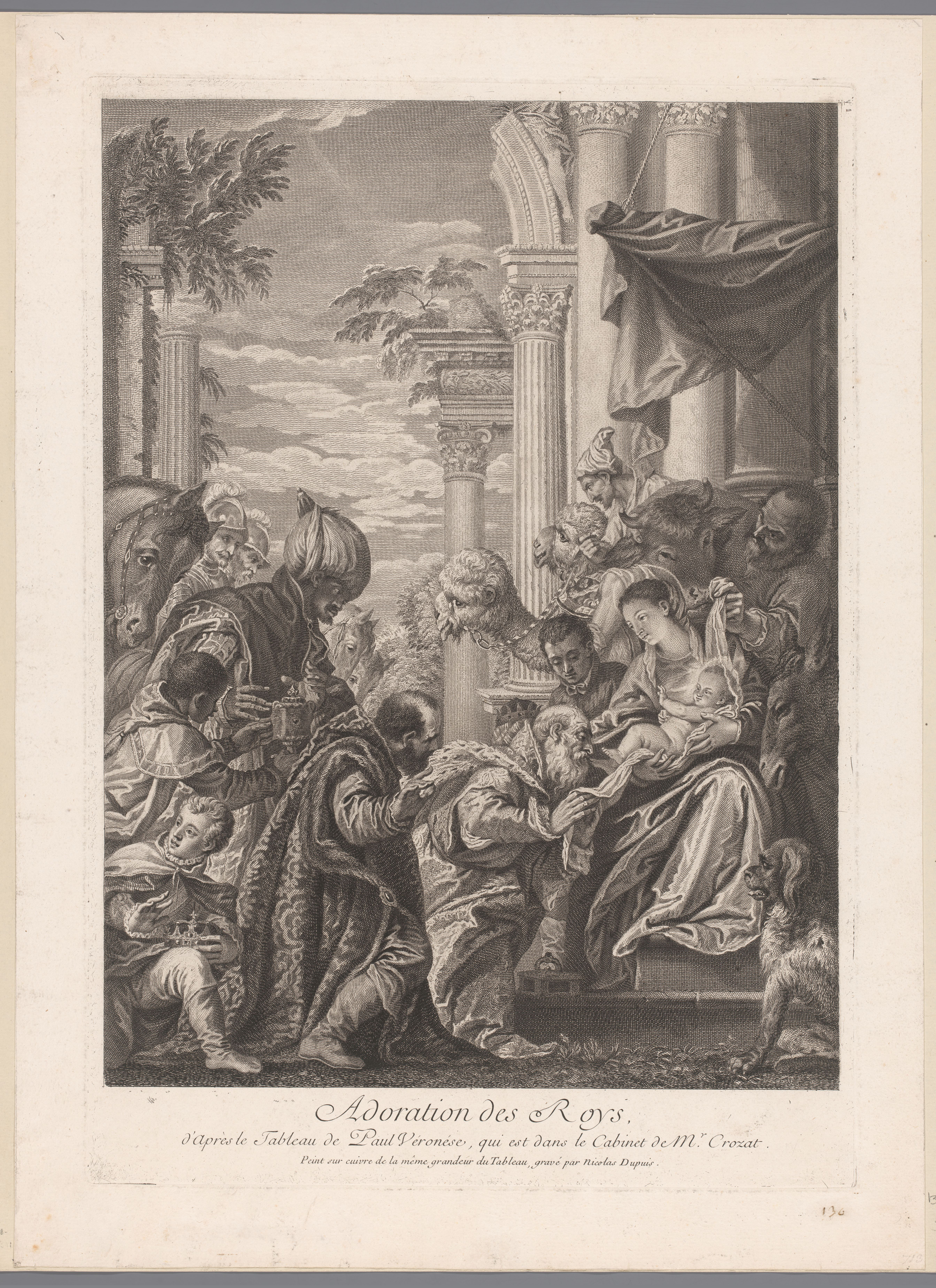
Adoration des rois (avant 1742), gravure de Nicolas-Gabriel Dupuis